# 馬正遠

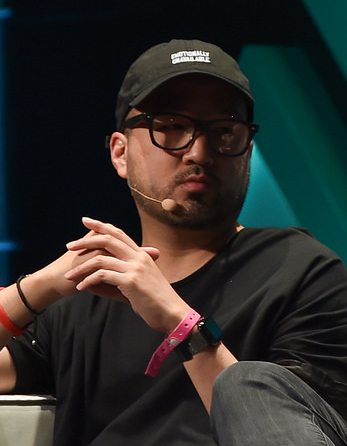
馬正遠

馬正遠（英語：Jaeson Ma，1980年11月11日—）是一位美國企業家、藝術家和媒體高管。他是東西方人才、品牌策略與投資公司East West Ventures的創始人，88rising的聯合創始人之一，以及Stampede Ventures的聯合創始人之一。他還是廣播製作與發行公司EST Media Holdings及其子公司的主席和聯合創始人：EST Studios（電影與電視資金、製作與銷售公司）、Eastern Standard Times（全球媒體平台）以及OP3N（Web3領域的IP和社區發射台）。他也是Milken Institute - Young Leaders Circle（YLC）的成員。馬正遠還被列入Variety 500。
馬正遠是社交音樂視頻應用程序Triller 、ZASH Global Media的戰略顧問和資助人，以及Caravan Digital Studios的普通合夥人。在他的職業生涯中，他籌集資金並提供諮詢的交易總額超過10億美元。
他還是騰訊音樂娛樂和KKBox基金KKFarm、Sparklabs Foundry、C Street Advisory Group的高級顧問，消費技術基金GoodWater Capital的風險合夥人，以及公開SPACs的董事會成員。他的其他投資包括Musical.ly（抖音）、Grab、Dark Horse Comics、Slock.it、Brain、Oursong、小鵬、Mint Songs、Coinbase、Kind Heaven和OneOf。

## 早年生活和教育
馬正遠出生於美國德克薩斯州拉巴克。他是三個孩子中最小的一個。他在威廉傑瑟普大學獲得了聖經神學、商業管理和青年事工的學位。後來，他在福樂神學院獲得了全球領導力與跨文化研究的文學碩士學位。

## 出版物
- Ma, Jaeson. . Gospel Light Publications. Aug 2007. ISBN 978-0-8307-4408-4.